# Toxorhina infumata
Toxorhina infumata là một loài ruồi trong họ Limoniidae. Chúng phân bố ở miền Australasia.